# Елджин Леслі
Елджин Леслі (10 червня 1883 — 10 січня 1944) — американський оператор епохи німого кіно, коли практично всі спецефекти треба було зробити всередині камери під час знімання.

## Біографія

### Молодість
Елджин Леслі народився 10 червня 1883, в сім'ї Орфи (уроджена Брукс) і Шелтона Лесллей.
Шелтон, ветеран армії Конфедерації, що займався сільським господарством і управляв промтоварним магазином з двома синами від попереднього шлюбу.
У 1910 році родина переїхала в Колорадо-Спрінгс, штат Колорадо, до смерті Шелтона в 1911 року, після чого сім'я переїхала в Лос-Анджелес.
Леслі, можливо, зустрів свою дружину, Бланш Олмстед, в Колорадо. Вони одружилися в 1918 році, і в якийсь момент пара оселилася у Калвер-Сіті, штат Каліфорнія.

### Рання кар'єра
У 1911, у віці 28, Леслі став кінооператором для American Wildwest, недавно перейменована американська гілка Meiles-Star Company, керованої французьким кіновиробником Гастоном Мельєсом, братом Жоржа Мельєса.
Знімання відбувалося повністю на відкритому повітрі, в тому числі під час внутрішніх сцен, знятих на множинах, побудованих на вулиці і увінчані бавовняними екранами, щоб управляти сонячним світлом. Таким чином, Леслі почав свою кар'єру в кінематографі на свіжому повітрі, який ідеально підходив для роботи з Арбаклом і Кітоном, які надавали перевагу розташуванню павільйону на вулиці.
Гастон Мілс взяв його на гастролі в Полінезію влітку 1912 року. Леслі приєднався до них у Йокогамі в квітні 1913 року. Він працював там над короткометражними документальними фільмами.
Мілс відпустив тур і послав свою команду назад в Сполучені Штати 10 травня 1913. Леслі повернувся в Лос-Анджелес, поряд з його сестрою Нетті, і перейшов на роботу до Мака Сеннета в Keystone Studios.

### Робота у Мака Сеннета
Леслі приєднався до Keystone Studios в 1913 році. З тих часів більшість німих фільмів втрачено, і тому неможливо визначити напевно скільки фільмів зняв Леслі. Його перша робота була у фільмі Бал офіціантів (1916), але Леслі був помічений після фільму Він зробив і не зробив це з Роско Арбаклом і Мейбл Норманд наприкінці 1915 року.
Леслі працював за зарплату в $ 55 на тиждень (в порівнянні з Норманд — $ 500 в тиждень).
Нерівність і падаюча атмосфера на зніманні фільмів Арбакла, ймовірно, пішло далеко в підготовці Леслі для його майбутньої роботи з Бастером Кітоном, який дав наказ, щоб його кінооператори продовжували знімати його ризикові трюки поки він не почне кричати або не буде вбитий.
Арбакл відкрив свою власну студію, Comique Film Corporation, з Джозефом Шенком в 1917 році. Леслі інколи працював на цій студії, але здебільшого був зайнятий на інших фільмах Сеннета. Він знімав ряд фільмів з племінником Арбакла Ел Сент-Джоном, в тому числі Кам'яна доба (1917) і Перемога невдахи (1917). Він також зняв фільм Небезпечна наречена з Глорією Свенсон, і Розумний макет з Беном Терпіном.

### Роки в Comique
Леслі зняв Арбакла, Кітона, Сент-Джона, і собаку Арбакла Луку в таких фільмах, як За кулісами (1919), Селюк (1919), і Гараж (1920).
Хоча зайнятий в Comique, Леслі також продовжував працювати з Глорією Свенсон, знімаючи «Її рішення» і «Ви можете вірити всьому». Він також знімав Полін Старк в «Ірландські очі» (1918), «Атом» (1918), «Дочка ангела» (1918) і «Псевдонім Мері Браун» (1918).

### Роки з Кітоном
Як тільки Арбакл перейшов на художні фільми в 1920 році, Кітон прийняв стару студію Comique, і перейменував її на Buster Keaton Productions Inc., і залишив Леслі кінооператором. Леслі зняв всі 19 комедійних короткометражок Кітона, і шість художніх фільмів Кітона.

### Смерть
У 1928 році, після останнього фільму з Бастером Кітоном, Леслі перестає працювати, щоб доглядати за своєю хворою дружиною. Елджин Леслі помер 8 лютого 1944 в Лос-Анджелесі від серцевого нападу у віці 61 років.

## Фільмографія
| - Він зробив і не зробив це / He Did and He Didn't (1916) - Бал офіціантів / The Waiters' Ball (1916) - Візьміть мішок нареченої / The Grab Bag Bride (1917) - Кам'яна доба / The Stone Age (1917) - Перемога невдахи / A Winning Loser (1917) - Його кримінальна кар'єра / His Criminal Career (1917) - Чорнове прибирання / A Laundry Clean-Up (1917) - Королівська бестія / A Royal Rogue (1917) - Небезпечна наречена / Dangers of a Bride (1917) - Розумний макет / A Clever Dummy (1917) - Чоловік-привид / A Phantom Husband (1917) - Створення конституції / Framing Framers (1917) - Коридорний / The Bell Boy (1918) - Її рішення / Her Decision (1918) - Високі долі / High Stakes (1918) - Ви можете вірити всьому / You Can't Believe Everything (1918) - Мічені карти / Marked Cards (1918) - Псевдонім Мері Браун / Alias Mary Brown (1918) - Дочка ангела / Daughter Angele (1918) - Атом / The Atom (1918) - Ірландські очі / Irish Eyes (1918) - За кулісами / Back Stage (1919) - Селюк / The Hayseed (1919) - Гараж / The Garage (1920) - Один тиждень / One Week (1920) - Засуджений №13 / Convict 13 (1920) - Опудало / The Scarecrow (1920) - Сусіди / Neighbors (1920) | - Будинок з привидами / The Haunted House (1921) - Слуга в будинку / The Servant in the House (1921) - Невдача / Hard Luck (1921) - Таємний знак / The 'High Sign' (1921) - Цап-відбувайло / The Goat (1921) - Театр / The Play House (1921) - Човен / The Boat (1921) - Коваль / The Blacksmith (1922) - Замерзла північ / The Frozen North (1922) - Помішаний на повітряних кулях / The Balloonatic (1922) - Блідношкірий / The Paleface (1922) - Електричний будинок / The Electric House (1922) - Родичі дружини / My Wife's Relations (1922) - Мрії / Day Dreams (1922) - Поліцейські / Cops (1922) - Три епохи / Three Ages (1923) - Наша гостинність / Our Hospitality (1923) - Любовне гніздечко / The Love Nest (1923) - Шерлок-молодший / Sherlock Jr. (1924) - Навігатор / The Navigator (1924) - Сім шансів / Seven Chances (1925) - На Захід / Go West (1925) - Бродяга, бродяга, бродяга / Tramp, Tramp, Tramp (1926) - Силач / The Strong Man (1926) - Довгі штани / Long Pants (1927) - Переслідувач / The Chaser (1928) - Кінооператор / The Cameraman (1928) |